# Quintuple Alliance
Pour les articles homonymes, voir Alliance.
Quadruple Alliance
La Quintuple alliance est formée à l'occasion du congrès d'Aix-la-Chapelle de 1818, quand le royaume de France rejoint la Quadruple Alliance constituée par l'Empire russe, l'empire d'Autriche, le royaume de Prusse et le Royaume-Uni de Grande-Bretagne et d'Irlande ; l'accord de paix européen avait été conclu lors du congrès de Vienne en 1815.
Après le congrès d'Aix-la-Chapelle, les puissances alliées se rencontrent à trois autres reprises : en 1820 lors du congrès de Troppau à Opava (République tchèque) ; en 1821 lors du congrès de Laybach (l'actuelle Ljubljana) ; et en 1822 lors du congrès de Vérone.
Les forces de la Quintuple alliance autorisent l'action militaire de l'Empire d'Autriche en Italie en 1821 ainsi que l'intervention française en Espagne en 1823.